# Lapland
Le Lapland est un paquebot belge de la Red Star Line mis en service en 1909. Construit par les chantiers Harland & Wolff de Belfast, il s'agit alors du plus gros paquebot portant pavillon belge, bien qu'il soit nettement plus petit que ses concurrents directs. Durant la plus grande partie de sa carrière, il sert sur la ligne d'Anvers à New York en faisant escale à Douvres. En avril 1912, c'est le Lapland qui est chargé de rapatrier une grande partie des membres d'équipage rescapés du naufrage du Titanic.
En 1914, le Lapland est brièvement réquisitionné pour amener des troupes canadiennes en Europe. La Première Guerre mondiale ayant conduit à l'invasion de la Belgique, le paquebot et plusieurs de ses compagnons de route sont transférés à une compagnie sœur, la White Star Line, qui les exploite entre Liverpool et New York. C'est dans la baie de Liverpool que le Lapland heurte une mine, mais parvient à rentrer au port en toute sécurité. Il est par la suite transformé en transport de troupes.
À partir de novembre 1918, le conflit ayant cessé, le Lapland assure un service transatlantique provisoire, le temps que la White Star récupère ses propres paquebots. Il est ensuite modernisé, puis rejoint la flotte de sa compagnie d'origine, servant à nouveau entre la Belgique et l'Amérique. À partir du milieu des années 1920, il est principalement utilisé pour des croisières. En 1929, il devient propriété de la Leyland Line, mais continue à servir sous les couleurs de la Red Star. Retiré du service en 1932, il est vendu à des démolisseurs japonais en 1933, et démantelé l'année suivante.

## Histoire

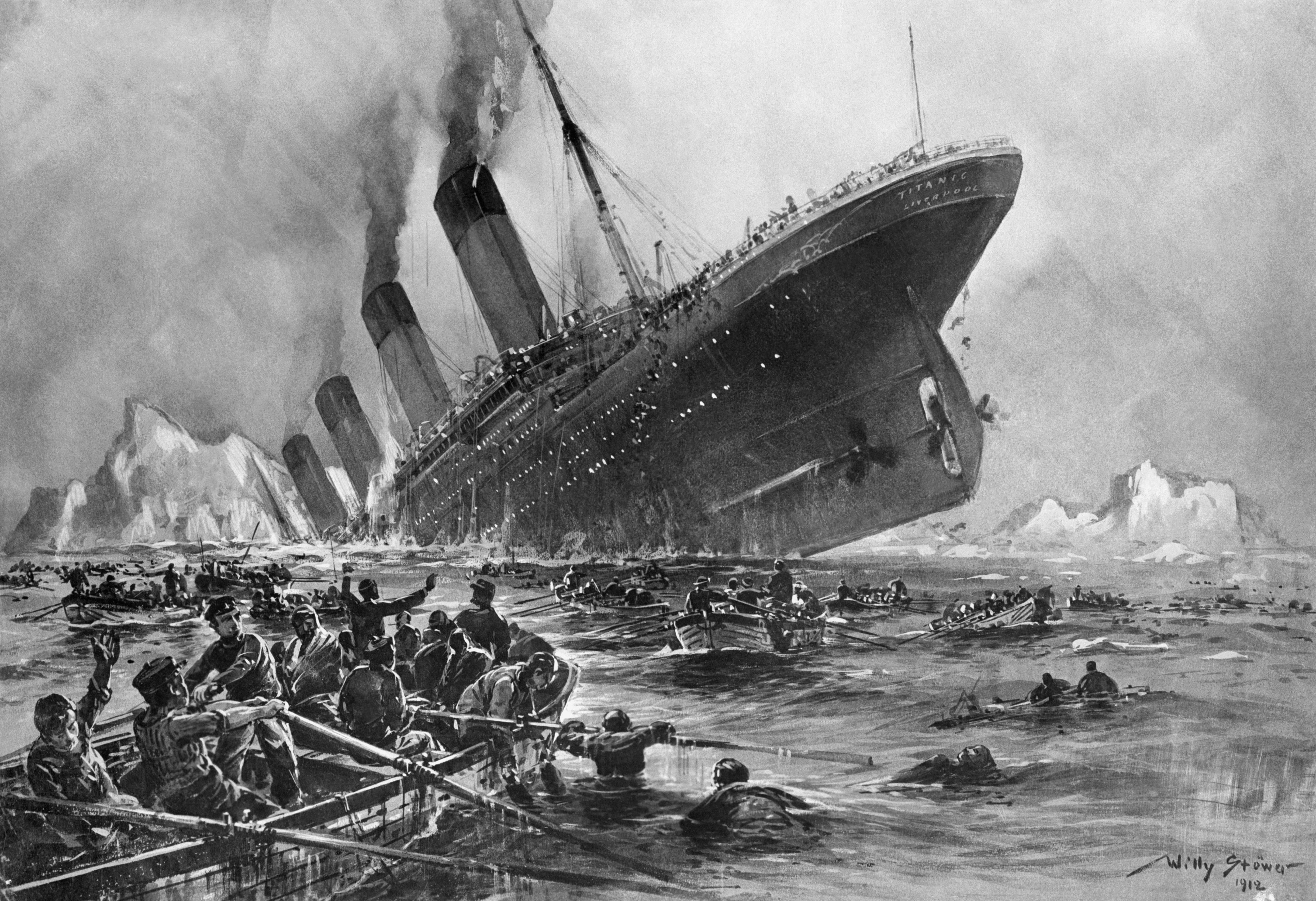
En 1912, le Lapland rapatrie les marins rescapés du Titanic.

Le Lapland est construit par les chantiers Harland & Wolff de Belfast pour la Red Star Line (aussi nommée Société anonyme de navigation belge-américaine), compagnie au fonctionnement assez touffu, certains de ses navires étant enregistrés sous pavillon britannique au nom de l'International Navigation Company, d'autres l'étant sous pavillon belge. Le Lapland est un de ces derniers. Lancé le 27 juin 1908, il est alors le plus gros paquebot belge. Le navire entre en service sur la route d'Anvers à New York en faisant escale à Douvres le 27 mars 1909. Les années suivantes se révèlent assez calmes pour lui. En avril 1912, c'est à son bord que les membres d'équipage rescapés du naufrage du Titanic sont rapatriés au Royaume-Uni. Ils voyagent en troisième classe, isolés pour ne pas être harcelés par les journalistes, et sont débarqués à Plymouth.
En 1914, lorsque la Première Guerre mondiale éclate, le Lapland passe sous le contrôle de l'International Navigation Company et sous pavillon britannique. Le 3 octobre suivant, il sert au sein d'un convoi avec 31 autres navires pour ramener des troupes canadiennes embarquées à Halifax. Dès son retour, la Belgique étant occupée par les troupes allemandes, il passe sous le contrôle de la White Star Line, compagnie sœur au sein de l'International Mercantile Marine Co.. Accompagné du Zeeland et du Vaderland, le Lapland remplace sur la ligne de Liverpool à New York le Cedric, réquisitionné pour servir l'effort de guerre. C'est dans le cadre de ce service qu'il heurte une mine dans l'embouchure de la Mersey en avril 1917, mais parvient à atteindre le port en toute sécurité. Deux mois plus tard, dans le cadre du Liner Requisition Scheme, il est transformé en transport de troupes, capable de transporter 3 000 soldats.
Après la signature de l'armistice le 11 novembre 1918, le Lapland est rendu au service civil et retourne sur la ligne de Liverpool à New York le 23 novembre 1918, pour six rotations accompagné notamment du Mobile, avant de naviguer sur la ligne de Southampton aux côtés de l'Adriatic à partir du 16 septembre 1919. Lorsque l'Olympic est prêt à reprendre du service, le Lapland est à son tour retiré pour une remise en état. C'est transformé qu'il reprend le pavillon belge et les couleurs de la Red Star Line le 3 janvier 1920, reprenant sa ligne d'Anvers à New York avec parfois des escales à Halifax. En décembre 1924, il heurte sur l'Escaut le navire néerlandais Java, mais s'en tire sans dommages. En 1926, il est à nouveau transformé pour transporter moins de passagers de troisième classe, et est principalement utilisé pour des croisières entre New York et la Méditerranée.
À partir de 1929 et tandis que l'International Mercantile Marine Co. est en cours de disparition, le Lapland devient officiellement propriété de la Leyland Line. Il continue cependant à servir sous ses couleurs originales, et sans changer de ligne. Ses coûts d'exploitation augmentent cependant tandis que ses revenus diminuent à cause de la Grande Dépression. Le 11 juin 1932, il effectue sa dernière traversée transatlantique, puis est mis au repos à Anvers. En octobre 1933, des démolisseurs japonais l'achètent pour 30 000 livres, et le Lapland est démantelé à Osaka en 1934.

## Caractéristiques
Le Lapland mesure 184,6 mètres sur 21,4, et jauge à ses débuts 17 540 tonneaux de jauge brute. S'il ne dispose pas de jumeau, sa silhouette à deux mâts et deux cheminées se rapproche de celle d'autres constructions des chantiers Harland & Wolff de Belfast à l'époque, notamment les Big Four et l'Amerika, bien qu'il soit nettement plus petit que ces derniers. Malgré cette petite taille, il est en 1909 le plus imposant paquebot arborant le pavillon belge. Il est par ailleurs capable de transporter 450 passagers de première classe, 400 de deuxième, et 1 500 de troisième. Son appareil de propulsion est d'un type assez ancien, avec des machines alternatives à quadruple expansion qui activent deux hélices et le propulsent à 17 nœuds.
Le Lapland subit plusieurs refontes durant sa carrière. En 1919, son tonnage est porté à 18 565 tonneaux et ses cabines peuvent désormais transporter 389 passagers de première classe, 444 de deuxième, et 1 200 en troisième. Ce dernier chiffre est ramené à 540 en 1926.